# Базилозавриды
Базилозавриды (лат. Basilosauridae) — семейство вымерших китообразных, живших в морях эоцена. Базилозавр, относящийся к этому семейству, является исключительно морским животным.

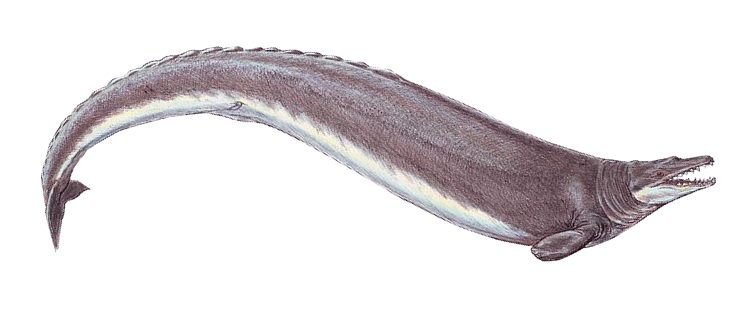
Реконструкция внешнего вида базилозавра

При всём сходстве с современными китами у базилозаврид отсутствовал лобно-жировой выступ, так называемая дыня, позволяющая ныне существующим китообразным эффективно использовать эхолокацию. Мозг базилозаврид был сравнительно небольшого размера, из чего можно сделать вывод, что они вели одиночный образ жизни и не имели такой сложной социальной структуры, как у некоторых современных китообразных.
В связи с переходом к чисто водному образу жизни у базилозаврид наблюдается деградация задних конечностей — они, хотя и хорошо сформированы, невелики и уже не могут использоваться для передвижения. Впрочем, возможно, они играли вспомогательную роль при спаривании. Тазовые кости базилозаврид уже не связаны с позвоночником, как это было у представителей семейства Protocetidae. Обнаружение задних конечностей у базилозавра послужило подтверждением эволюции китообразных от наземных млекопитающих, вторично ушедших в воду.

## Классификация
По данным сайта Paleobiology Database, на февраль 2024 года в семейство включают 15 вымерших родов:
- Род Ancalecetus Gingerich & Uhen, 1996
- Род Basilosaurus Harlan, 1834 — Базилозавр
- Род Basiloterus Gingerich et al., 1997
- Род Chrysocetus Uhen & Gingerich, 2001
- Род Cynthiacetus Uhen, 2005
- Род Dorudon Gibbes, 1845
- Род Masracetus Gingerich, 2007
- Род Ocucajea Uhen et al., 2011
- Род Pachycetus Van Beneden, 1883
- Род Perucetus Bianucci et al., 2023
- Род Saghacetus Gingerich, 1992
- Род Stromerius Gingerich, 2007
- Род Supayacetus Uhen et al., 2011
- Род Tutcetus Antar et al., 2023
- Род Zygorhiza True, 1908

Род Eocetus, помещаемый некоторыми систематиками в это семейство, отнесён к семейству Protocetidae.